# Alina Zotea-Durnea
Alina Zotea-Durnea (n. 8 decembrie 1986, Cantemir) este o economistă, politiciană și fotomodel din Republica Moldova, care din 4 septembrie 2015 exercită funcția de deputat în Parlamentul Republicii Moldova de legislatura a XX-a în cadrul fracțiunii Partidului Liberal (PL).
Ca fotomodel, a reprezentat clubul FC Zimbru Chișinău în proiectul MISS Divizia Națională. Împreună cu Mariana Morozan a format trupa Micki Girls și pe 30 aprilie 2012 s-a lansat în muzică cu piesa de debut „Departe de mine”.
Între anii 2004–2008 Alina Zotea a studiat la Colegiul de Informatică din Chișinău, specialitatea Marketing. A susținut examenele de Bacalaureat în anul 2007. În anul 2011, a absolvit Universitatea de Stat din Moldova, Facultatea de Economie. În 2014, ea a obținut titlul de master în Științe economice, specializarea Finanțe publice și fiscalitate.
Este membru al Partidului Liberal din anul 2005 și în 2014 a devenit asistenta liderului PL, Mihai Ghimpu.
La alegerile parlamentare din 30 noiembrie 2014 a fost inclusă pe locul 20 în lista candidaților PL la funcția de deputat și inițial nu a reușit să acceadă în parlament ca deputat. A devenit șefa de cabinet a fracțiunii PL din parlament.
După învestirea Guvernului Streleț pe 30 iulie 2015, cinci miniștri numiți din componența cabinetului fiind deputați din fracțiunea parlamentară a Partidului Liberal au renunțat la mandatele de deputat în favoarea funcției de ministru pentru a se conforma principiului compatibilității funcțiilor, iar locurile rămase vacante au fost ocupate de următorii de pe lista candidaților supleanți, printre care și Alina Zotea. Mandatul său a fost validat la 4 septembrie 2015. Pe 14 septembrie 2015 ea a trimis un demers către Iurie Chirinciuc, ministrul Transporturilor și Infrastructurii Drumurilor și directorului de la Î.S. „Calea Ferată din Moldova”, Iurii Topală, solicitându-le ca să examineze posibilitatea reducerii cu 20% a prețului biletelor pentru transportul feroviar național, precum și internațional pe liniile ce fac legătura cu România, pentru studenți și elevi. În Parlamentul European a vorbit despre corupția din Republica Moldova și despre „miliardul dispărut”.